# Sześć dni w Tatrach

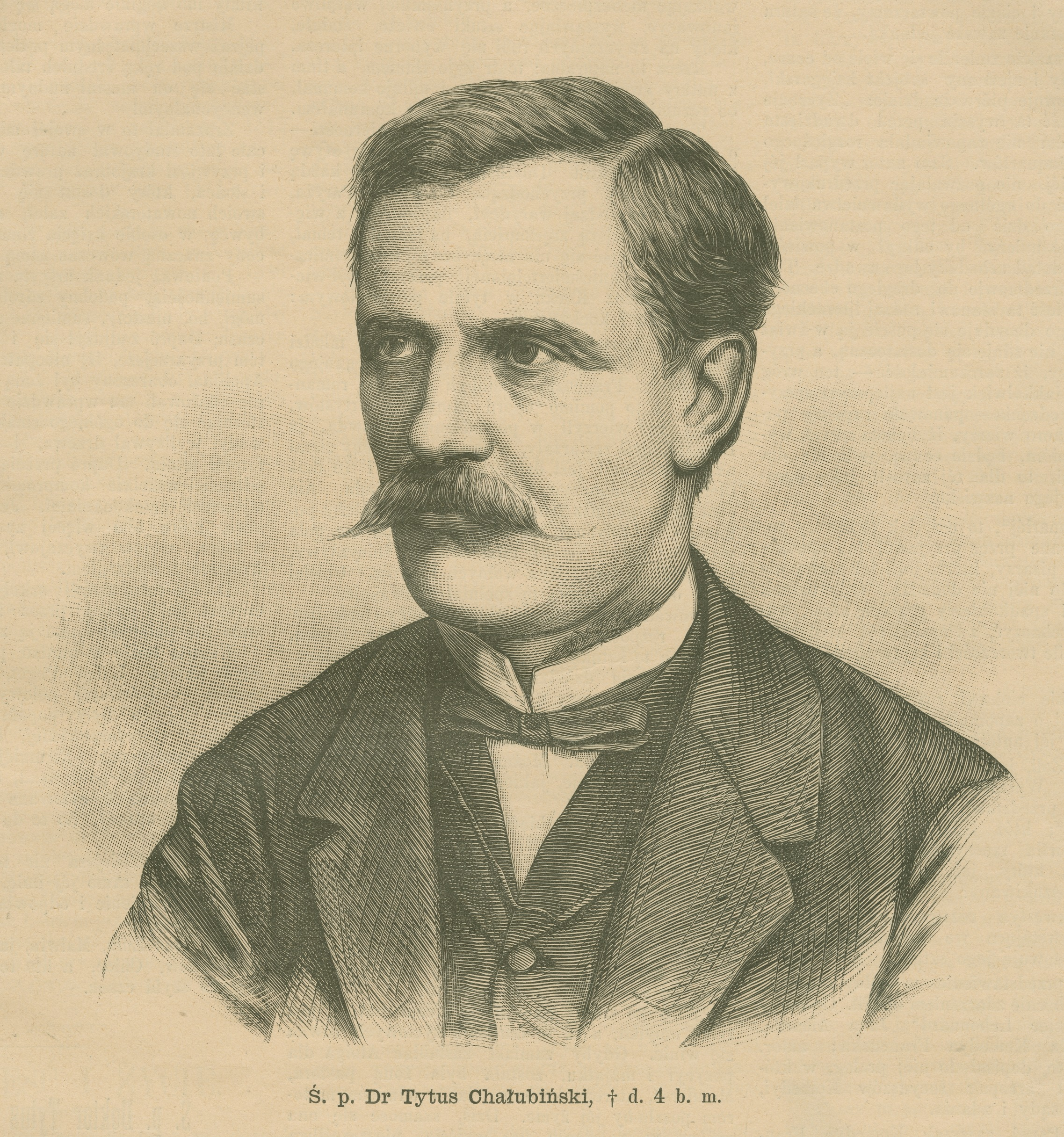
Tytus Chałubiński, autor dzieła

Sześć dni w Tatrach – oparte na wspomnieniach własnych opowiadanie (gawęda, reportaż) autorstwa Tytusa Chałubińskiego z 1879 (pisane od 1878). Stanowi jedyną wydaną literacką pracę Chałubińskiego i prawdopodobnie jedyną, jaką napisał (wśród około trzydziestu pozycji jego bibliografii).

## Wydania

### WydaniaNiwyi PTT
Istnieje przypuszczenie, że do napisania tekstu zachęciła Chałubińskiego lektura opisu wycieczki tatrzańskiej z 1877 autorstwa Bronisława Rejchmana, zamieszczona na łamach warszawskiego Ateneum. Z Rejchmanem Chałubiński znał się osobiście.
Chałubiński planował początkowo opublikowanie utworu wyłącznie w Pamiętniku Towarzystwa Tatrzańskiego, jednak – za namową Mścisława Godlewskiego – postanowił opublikować go najpierw w umiarkowanie pozytywistycznym czasopiśmie Niwa, co wywołało pewien konflikt z wydawcami PTT. Zawarto jednak porozumienie, na mocy którego przy tekście w Niwie znaleźć się miała adnotacja, że utwór przeznaczony był pierwotnie do PTT (wydawca nigdy nie zrealizował tego postanowienia). Druk rozpoczęto w 1879 w zeszycie datowanym na 20 kwietnia, a zakończono 20 czerwca (cztery części). Jednocześnie w tym samym roku pozycja ukazała się nakładem Niwy w Warszawie, w formie 48-stronicowej książki. Tuż po tym wydaniu Sześć dni w Tatrach wydrukowano w czwartym tomie Pamiętnika Towarzystwa Tatrzańskiego z czerwca 1879.
Sam Chałubiński nie przywiązywał wielkiej wagi do pierwszeństwa druku. Całe zamieszanie z pierwodrukiem wynikło w dużym stopniu z rozbicia, w jakim znajdował się wówczas autor po świeżej stracie syna. Nie wnosił też o honorarium za tekst.
Wydania tekstu w Niwie i PTT znacząco się od siebie różniły stylistycznie, co do formy, jak i obecności poszczególnych wyrazów, a nawet fragmentów zdań. Obecne są różnice fleksyjne. Oba czasopisma stosowały też różne zasady interpunkcyjne. W związku z tym, że oba wydania przeszły przez ręce autora w tym samym czasie, to żadne z nich nie może uchodzić za jedyny i właściwy pierwodruk. Według Romana Hennela, znawcy utworu, tekst z Niwy jest jednak nieco lepszy, pełniejszy i pozbawiony drastycznych błędów, które trafiają się dość często w Pamiętniku TT.

### WydanieOrlego Lotu
Kolejne wydanie wyszło w Krakowie w 1921 w ramach młodzieżowego pisemka Orli Lot. Edycję tę przygotował i opatrzył wstępem Juliusz Zborowski (pseud. Jaz). Ukazało się wówczas tylko sześć odcinków, po czym druk przerwano. Powodem tego było wydanie książkowe przygotowane przez Orli Lot z inicjatywy Leopolda Węgrzynowicza (wydane w istocie w 1922, mimo że datowane na 1921). Wydanie to pomijało liczne przypisy Chałubińskiego dotyczące zagadnień geologicznych, przyrodniczych i topograficznych (stanowiły one w opinii wydawcy balast).
Juliusz Zborowski tak pisał we wstępie do tego wydania: do ǳiś dnia nie straciły żywości jego barwne opisy wyprawy w tatrzańskie, mało dostępne podówczas turnie, jego pogodny humor i iście taternicka „bezprogramowa” niefasobliwość górskiej włóczęgi. Dla ǳiejów szlachetnego taterniczego sportu dokument to historyczny, zawierający pełen odczucia piękna Tatr obraz, jak dawniej choǳił po wierchach „król tatrzański”, dr Chałubiński Tytus.

### Wydanie Wydawnictwa Literackiego
Ostatnie dotąd wydanie opublikowano nakładem Wydawnictwa Literackiego w Krakowie w 1988 ze wstępem Jacka Kolbuszewskiego i komentarzami literackimi innych autorów (118 stron). Jego podstawą było wydanie z Niwy z zachowaniem wszelkich osobliwości języka Chałubińskiego, ale ze współczesną interpunkcją oraz pisownią. 
Wcześniej fragmenty zamieszczał Ferdynand Hoesick w ramach swojego cyklu Tatry i Zakopane, a także Roman Hennel w antologii wędrówek tatrzańskich Tatrami urzeczeni (1979).

## Odbiór, styl i znaczenie
Odbiór dzieła przez czytelników był dobry. Publikacja była najczęściej cytowaną i omawianą spośród wydanych przez Chałubińskiego. Weszła też do kanonu klasyki tatrzańskiej. Zapoczątkowany przez autora i nowatorski sposób pisania o Tatrach był często stosowany przez innych autorów. Z ducha tej narracji wyrosło m.in. jedno z najważniejszych dzieł literackich Stanisława Witkiewicza – Na przełęczy. Na stylu tym wzorowali się też Mieczysław Karłowicz, Roman Kordys, Wincenty Birkenmajer, Wiesław Stanisławski, Jan Alfred Szczepański i Wawrzyniec Żuławski.
Chałubiński w formie gawędy zawiera liczne elementy dickensowskiego humoru, w miarę możliwości umniejszając niebezpieczeństwa czyhające na wędrowca w wysokich górach. Próbuje przekazać czytelnikom, że samo dzieło literackie nie jest w stanie przedstawić gór w pełni, takimi, jakimi są. Skupił się więc na opisie sposobu ich odczuwania i przeżywania: jestem zupełnie w swoim prawie. Opisując Ci wycieczkę w góry nie mogę przecież przedstawić oczom Twoim rysunku lub fotografii przebywanych przeze mnie okolic. Mogę Ci tylko udzielić moich wrażeń i myśli.

## Treść

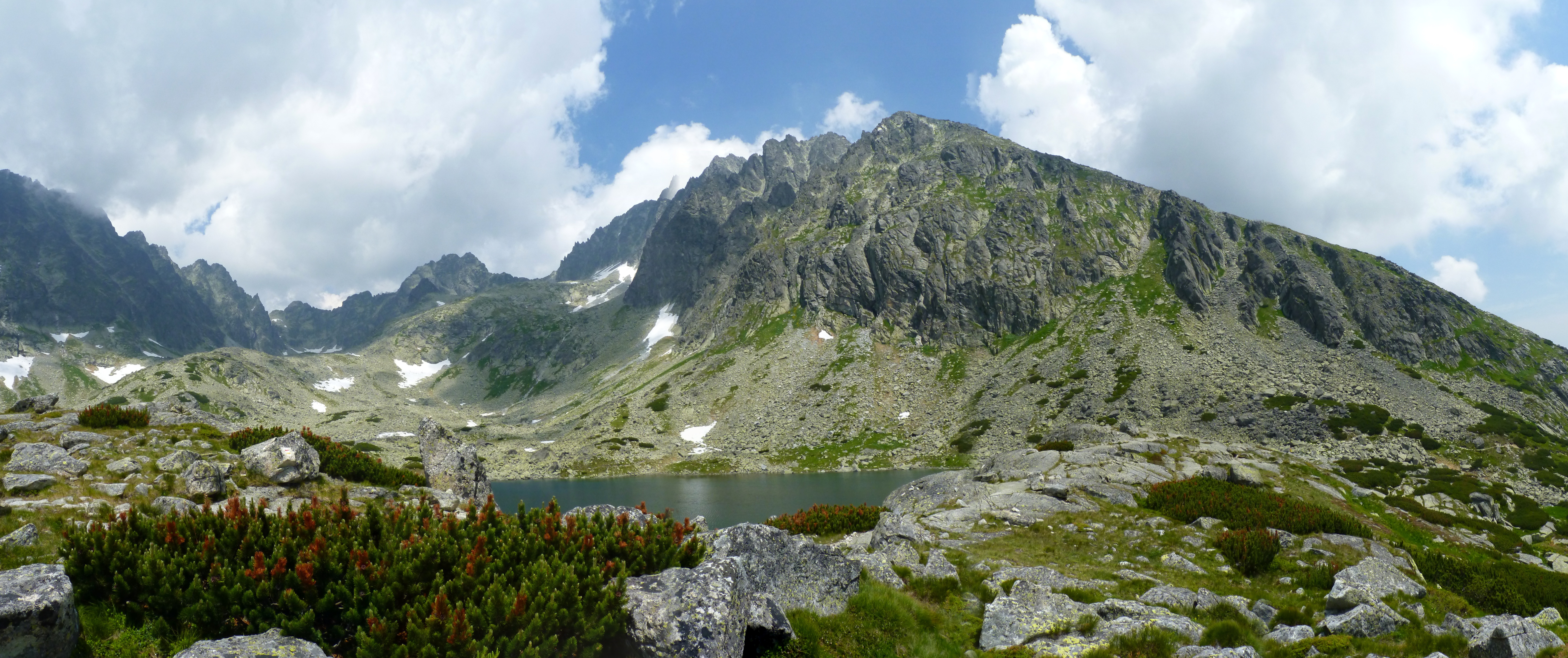
Dolina Batyżowiecka i Gerlach opisywane w utworze

Dzieło jest nie tylko zapisem wspomnień autora z prowadzonych przezeń wypraw tatrzańskich, ale stanowi przede wszystkim literacki dokument zjawiska kulturowego, jakim były duże, zbiorowe i głośne wycieczki bez programu, które wprowadził do procesu poznawania Tatr, co z kolei miało istotny wpływ na wzrost roli tych gór i Zakopanego w polskim życiu zbiorowym przełomu XIX i XX wieku. Walery Eljasz-Radzikowski tak napisał o poczynaniach autora dzieła: Huczne, głośne pochody Chałubińskiego przez hale i turnie to nie czcza zabawa, to wielka, żywa nauka licząca się z życiem, a nie uczoność zamknięta w zatęchłej bibule książki. Kto miał sposobność być z Chałubińskim w Tatrach, poznał je wszechstronnie, poznał nie tylko te surowe, zimne skały, ale i to, przez co te skały są nasze, bo są nasze nie przez swe położenie geograficzne, bo tego za mało do pojęcia ścisłego stosunku, jaki łączy całą Polskę z Tatrami.
Tekst jest formalnie opisem jednej, kilkudniowej wyprawy tatrzańskiej prowadzonej przez Chałubińskiego, jednak liczne przeskoki i retrospekcje do innych wycieczek powodują, że dzieło jest kwintesencją całości tatrzańskiej działalności autora. Opisywana wyprawa jest jedną z wielu wycieczek bez programu i w ten sam, „bezprogramowy” sposób, zmiennym rytmem, prowadzona jest narracja. Chałubiński uwolnił tekst od pozytywistycznej tendencyjności, tak charakterystycznej np. dla tatrzańskich pism Eljasza.
W opowiadaniu Chałubiński popełnia błąd merytoryczny, wspominając pierwsze zejście z Gerlachu do Doliny Batyżowieckiej, które w istocie było drugim zejściem tą trasą.